# Constantia (pueblo)
Constantia es un pueblo ubicado en el condado de Oswego en el estado estadounidense de Nueva York. En el año 2000 tenía una población de 5,141 habitantes y una densidad poblacional de 35 personas por km².

## Geografía
Constantia se encuentra ubicado en las coordenadas 43°14′52″N 76°00′00″O / 43.24778, -76.00000.

## Demografía
Según la Oficina del Censo en 2000 los ingresos medios por hogar en la localidad eran de $39,932 y los ingresos medios por familia eran $45,373. Los hombres tenían unos ingresos medios de $31,276 frente a los $23,299 para las mujeres. La renta per cápita para la localidad era de $15,818. Alrededor del 9.5% de la población estaban por debajo del umbral de pobreza.